# Cosne-d'Allier
Pour les articles homonymes, voir Cosne.
Cosne-d'Allier [kon dalje] (traditionnellement Cosne-en-Bourbonnais,,,,, anciennement Cosne-sur-l’Œil) est une commune française, située dans le département de l'Allier en région Auvergne-Rhône-Alpes.

## Géographie

### Localisation
Le bourg de Cosne-d'Allier se trouve entre l'Aumance à l'est et l'Œil à l'ouest, rivières qui confluent au nord de la ville. À proximité, à l'est, la forêt domaniale de Dreuille empiète légèrement sur le territoire communal.
Ses communes limitrophes sont :
|       | Louroux-Bourbonnais | Vieure    |
| Venas | Cosne-d'Allier      |           |
|       | Sauvagny            | Tortezais |

### Voies de communication et transports
Le territoire communal est traversé par deux axes majeurs de communication : la liaison Montluçon – Moulins assurée par les routes départementales 94 vers Montluçon, au sud-ouest, et Moulins, vers le nord-est, ainsi que par la route départementale 16, en direction de Cérilly au nord et Montmarault au sud.
Les autres axes de communication sont la route départementale 11 (vers Hérisson et Vallon-en-Sully), 22 (vers Le Montet et Saint-Pourçain-sur-Sioule), 94 (vers Ygrande et Bourbon-l'Archambault) et 552.
Gare de Cosne-d'Allier : de 1886 à 1950, la Société générale des chemins de fer économiques (SE) qui exploitait les réseaux à voie métrique du Cher et de l'Allier, composant le réseau du Centre, fit de Cosne son centre névralgique. Un important atelier de réparation fut édifié. Les bâtiments sont toujours en place sur le site de l'ancienne gare de la SE.

### Climat
Pour des articles plus généraux, voir Climat d'Auvergne-Rhône-Alpes et Climat de l'Allier.
En 2010, le climat de la commune est de type climat océanique dégradé des plaines du Centre et du Nord, selon une étude du CNRS s'appuyant sur une série de données couvrant la période 1971-2000. En 2020, Météo-France publie une typologie des climats de la France métropolitaine dans laquelle la commune est dans une zone de transition entre le climat océanique altéré et le climat de montagne ou de marges de montagne et est dans la région climatique Ouest et nord-ouest du Massif Central, caractérisée par une pluviométrie annuelle de 900 à 1 500 mm, maximale en automne et en hiver.
Pour la période 1971-2000, la température annuelle moyenne est de 11,1 °C, avec une amplitude thermique annuelle de 15,7 °C. Le cumul annuel moyen de précipitations est de 773 mm, avec 11 jours de précipitations en janvier et 7,3 jours en juillet. Pour la période 1991-2020, la température moyenne annuelle observée sur la station météorologique de Météo-France la plus proche, « Tortezais_sapc », sur la commune de Tortezais à 3 km à vol d'oiseau, est de 11,6 °C et le cumul annuel moyen de précipitations est de 757,2 mm,. Pour l'avenir, les paramètres climatiques de la commune estimés pour 2050 selon différents scénarios d'émission de gaz à effet de serre sont consultables sur un site dédié publié par Météo-France en novembre 2022.
| Mois                                  | jan.           | fév.           | mars           | avril         | mai             | juin          | jui.           | août           | sep.          | oct.            | nov.             | déc.           | année      |
| ------------------------------------- | -------------- | -------------- | -------------- | ------------- | --------------- | ------------- | -------------- | -------------- | ------------- | --------------- | ---------------- | -------------- | ---------- |
| Température minimale moyenne (°C)     | 0,6            | 0,3            | 2,1            | 4,3           | 8,1             | 11,6          | 13,3           | 13             | 9,4           | 7,2             | 3,4              | 1,1            | 6,2        |
| Température moyenne (°C)              | 4,2            | 4,8            | 7,6            | 10,3          | 14,1            | 17,8          | 20             | 19,9           | 15,9          | 12,4            | 7,6              | 4,8            | 11,6       |
| Température maximale moyenne (°C)     | 7,8            | 9,2            | 13,2           | 16,3          | 20,1            | 24,1          | 26,7           | 26,8           | 22,4          | 17,5            | 11,9             | 8,5            | 17         |
| Record de froid (°C) date du record   | −15,5 26.01.07 | −14,7 12.02.12 | −13,1 01.03.05 | −6,3 14.04.19 | −2,2 18.05.1991 | 2,2 04.06.01  | 4,6 07.07.1993 | 1,8 29.08.1998 | −0,9 25.09.02 | −9,8 29.10.1997 | −10,9 24.11.1998 | −15,6 26.12.10 | −15,6 2010 |
| Record de chaleur (°C) date du record | 21,7 01.01.22  | 23,3 24.02.21  | 25,5 31.03.21  | 29,1 30.04.05 | 32,3 28.05.17   | 40,5 29.06.19 | 41,6 24.07.19  | 40,7 06.08.03  | 36,7 14.09.20 | 33,8 02.10.23   | 27,7 08.11.15    | 20,1 19.12.15  | 41,6 2019  |
| Précipitations (mm)                   | 55,4           | 44,1           | 50,4           | 66,9          | 78,1            | 66,3          | 62,7           | 66,4           | 69,2          | 67,4            | 72,7             | 57,6           | 757,2      |

## Urbanisme

### Typologie
Au 1er janvier 2024, Cosne-d'Allier est catégorisée bourg rural, selon la nouvelle grille communale de densité à 7 niveaux définie par l'Insee en 2022.
Elle est située hors unité urbaine et hors attraction des villes,.

### Occupation des sols

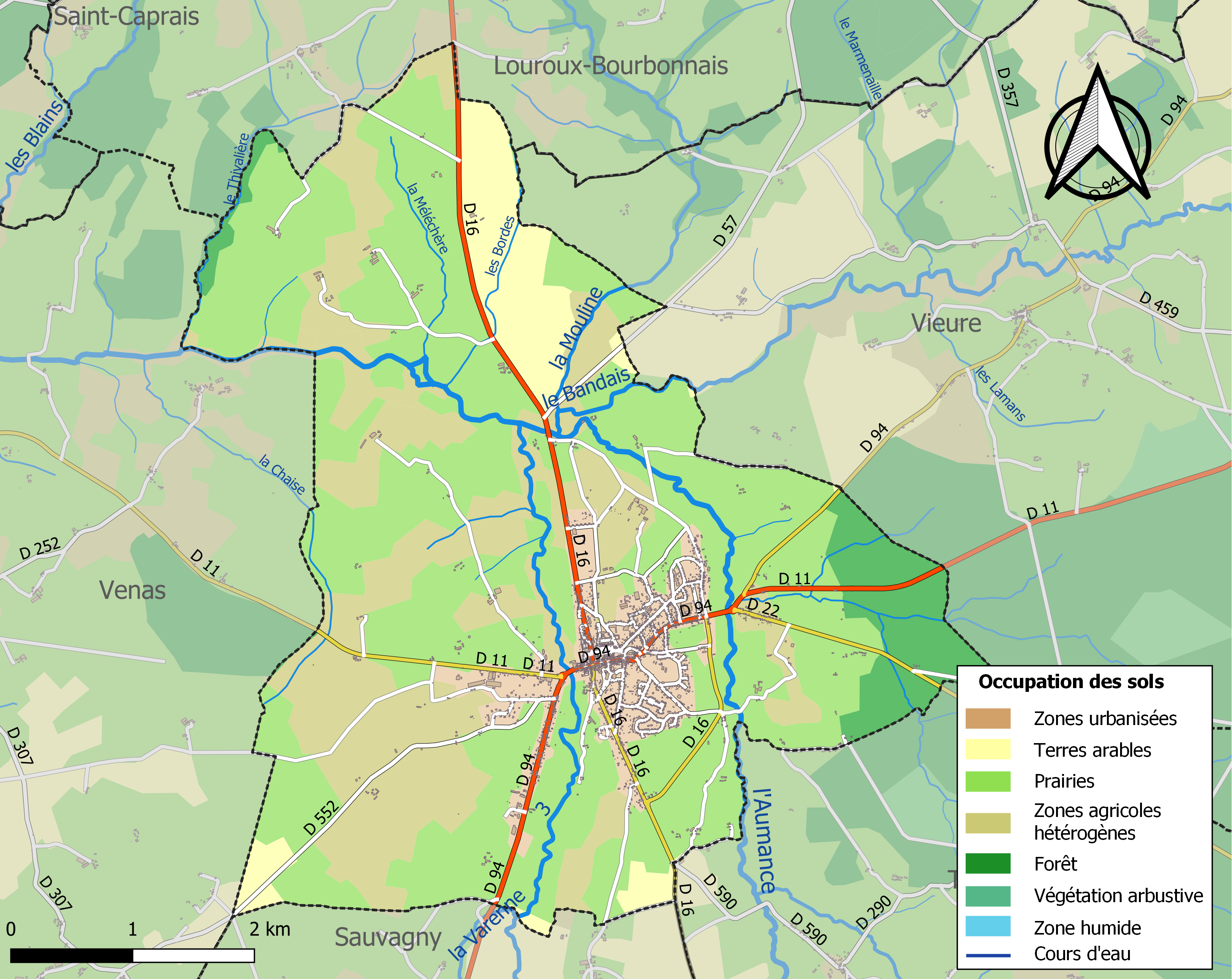
Carte des infrastructures et de l'occupation des sols de la commune en 2018 (CLC).

L'occupation des sols de la commune, telle qu'elle ressort de la base de données européenne d’occupation biophysique des sols Corine Land Cover (CLC), est marquée par l'importance des territoires agricoles (86,1 % en 2018), en diminution par rapport à 1990 (87,8 %). La répartition détaillée en 2018 est la suivante : 
prairies (54,2 %), zones agricoles hétérogènes (25,2 %), zones urbanisées (7,8 %), terres arables (6,8 %), forêts (6,1 %).
L'IGN met par ailleurs à disposition un outil en ligne permettant de comparer l’évolution dans le temps de l’occupation des sols de la commune (ou de territoires à des échelles différentes). Plusieurs époques sont accessibles sous forme de cartes ou photos aériennes : la carte de Cassini (XVIIIe siècle), la carte d'état-major (1820-1866) et la période actuelle (1950 à aujourd'hui).

## Histoire
Du 6 au 8 avril 1566, le jeune roi de France Charles IX et sa mère Catherine de Médicis y ont séjourné au lieu-dit les Brets (aujourd'hui situé sur la commune de Villefranche-d'Allier), lors de leur Grand tour de France.
Appelée Cosne ou Cosne-en-Bourbonnais pour la distinguer de Cosne-sur-Loire, la commune est ensuite appelée Cosne-sur-l’Œil puis renommée en 1914 Cosne-d’Allier.
Pendant la Seconde Guerre mondiale, à la fin de l'année 1940, le régime de Vichy installe brièvement le 147e groupement de travailleurs étrangers à Cosne-d'Allier.

## Politique et administration

### Liste des maires
| Période       | Période                   | Identité                  | Étiquette | Qualité                                                          |
| ------------- | ------------------------- | ------------------------- | --------- | ---------------------------------------------------------------- |
| 1790          | 1791                      | Jean Baptiste Fauvre      |           |                                                                  |
| 1791          | 1791                      | P. Devillard              |           |                                                                  |
| 1791          | 1812                      | Jean Baptiste Fauvre      |           |                                                                  |
| 1812          | 1815                      | Antoine Grenier           |           |                                                                  |
| 1815          | 1815                      | Jean Baptiste Fauvre      |           |                                                                  |
| 1815          | 1820                      | Lebel de Bellechassagne ? |           |                                                                  |
| 1821          | 1825                      | Antoine Grenier           |           |                                                                  |
| 1825          | 1829                      | Gilbert Deschet           |           |                                                                  |
| 1829          | 1838                      | Henri Madet               |           |                                                                  |
| 1838          | 1840                      | Claude Collinet           |           |                                                                  |
| 1840          | 1843                      | Jean Pierre Meige         |           |                                                                  |
| 1843          | 1845                      | Gaspard Jardet            |           |                                                                  |
| 1845          | 1848                      | Lucien Devaux             |           |                                                                  |
| 1848          | 1848                      | Jean Baptiste Deschet     |           |                                                                  |
| 1848          | 1851                      | Frédéric Lamoureux        |           |                                                                  |
| 1851          | 1854                      | Lucien Devaux             |           |                                                                  |
| 1854          | 1870                      | Claude Collinet           |           |                                                                  |
| 1870          | 1874                      | Amédé Bonnichon           |           |                                                                  |
| 1874          | 1876                      | Lucien Devaux             |           |                                                                  |
| 1876          | 1888                      | Amédé Bonnichon           |           |                                                                  |
| 1888          | 1919                      | Gabriel Bonnichon         |           | Notaire                                                          |
| 1919          | 1920                      | Charles Déret             | SFIO      | Propriétaire d’une petite filature de laine et fabrique de draps |
| 1920          | 1923                      | Francis Chanudet          |           |                                                                  |
| 1923          | 1926                      | Jean Baudonnet            |           |                                                                  |
| 1926          | 1926                      | Charles Montiller         |           |                                                                  |
| 1926          | 1927                      | Gilbert Larvaron          |           |                                                                  |
| 1927          | 1929                      | Gustave Bardet            |           |                                                                  |
| 1929          | 1941                      | Raoul Baudonnet           |           |                                                                  |
| 1941          | 1944                      | Édouard Cadoret           |           | (délégation spéciale)                                            |
| 1944          | 1947                      | Raoul Baudonnet           |           |                                                                  |
| 1947          | mars 1977                 | André Bernard             |           |                                                                  |
| mars 1977     | novembre 2012             | Daniel Roussat            | PCF       | Conseiller général du canton de Hérisson (1998-2015)             |
| novembre 2012 | mars 2014                 | Séverine Fenouillet       | PCF       | Conseillère départementale du canton d'Huriel depuis 2015        |
| mars 2014     | mai 2020                  | Martial Sanlias           | SE        | Agriculteur retraité                                             |
| mai 2020      | En cours (au 4 juin 2020) | Marie Carré               | DVD       | Professeure d'Allemand, conseillère départementale depuis 2021   |

### Jumelages
Cosne-d'Allier est jumelée avec Amtzell, petite ville du sud de l'Allemagne, près du lac de Constance. En 2007 eut lieu un échange entre les collégiens des deux villes. Elle est aussi jumelée avec L'Espluga Calba, commune de Catalogne en Espagne.

## Population et société

### Démographie
L'évolution du nombre d'habitants est connue à travers les recensements de la population effectués dans la commune depuis 1793. Pour les communes de moins de 10 000 habitants, une enquête de recensement portant sur toute la population est réalisée tous les cinq ans, les populations de référence des années intermédiaires étant quant à elles estimées par interpolation ou extrapolation. Pour la commune, le premier recensement exhaustif entrant dans le cadre du nouveau dispositif a été réalisé en 2005.

En 2022, la commune comptait 2 013 habitants, en évolution de −1,61 % par rapport à 2016 (Allier : −1,38 %, France hors Mayotte : +2,11 %).
| 1793 | 1800 | 1806 | 1821 | 1831  | 1836  | 1841  | 1846  | 1851  |
| ---- | ---- | ---- | ---- | ----- | ----- | ----- | ----- | ----- |
| 996  | 881  | 803  | 988  | 1 075 | 1 178 | 1 201 | 1 262 | 1 276 |

| 1856  | 1861  | 1866  | 1872  | 1876  | 1881  | 1886  | 1891  | 1896  |
| ----- | ----- | ----- | ----- | ----- | ----- | ----- | ----- | ----- |
| 1 284 | 1 256 | 1 305 | 1 514 | 1 723 | 1 940 | 1 953 | 2 180 | 2 185 |

| 1901  | 1906  | 1911  | 1921  | 1926  | 1931  | 1936  | 1946  | 1954  |
| ----- | ----- | ----- | ----- | ----- | ----- | ----- | ----- | ----- |
| 2 097 | 2 150 | 2 231 | 2 127 | 2 127 | 2 148 | 2 106 | 2 263 | 2 239 |

| 1962  | 1968  | 1975  | 1982  | 1990  | 1999  | 2005  | 2006  | 2010  |
| ----- | ----- | ----- | ----- | ----- | ----- | ----- | ----- | ----- |
| 2 300 | 2 197 | 2 288 | 2 454 | 2 453 | 2 407 | 2 232 | 2 209 | 2 213 |

| 2015  | 2020  | 2022  | - | - | - | - | - | - |
| ----- | ----- | ----- | - | - | - | - | - | - |
| 2 050 | 2 031 | 2 013 | - | - | - | - | - | - |

### Enseignement
Cosne-d'Allier dépend de l'académie de Clermont-Ferrand et gère une école maternelle et une école élémentaire publiques. Le collège Émile-Guillaumin est situé sur la commune.

### Manifestations culturelles et festivités
- Tous les ans, depuis 2008, a lieu le festival Au Cœur de Cosne qui propose du théâtre, du cirque, des concerts et des expositions.

## Économie
- Usine de fabrication de cintres et d'articles ménagers depuis 1968, numéro 1 du cintre en Europe.

## Culture locale et patrimoine

### Lieux et monuments
- Château de Petit Bois.
- Église Saint-Martin, construite en 1904, pour remplacer l'ancienne église Saint-Martin de Cosne-d'Allier du XIIe siècle.

### Personnalités liées à la commune
- Gabriel Bonnichon, notaire, maire de Cosne-d'Allier de 1888 à 1919, a participé au rayonnement de la ville.
- Marie Léonie Chaptal de Chanteloup (1873-1937), infirmière diplômée de la Société de secours aux Blessés militaires, philanthrope, créatrice de nombreuses œuvres d'aide aux plus démunis, fondatrice à Paris (1900) d'un dispensaire antituberculeux, présidente-fondatrice de l'Association nationale des infirmières diplômées de l'État français, de la Maison-École d'infirmières privées (Paris 14e), membre du Conseil supérieur de l'Assistance publique, chevalier (1920), puis officier (1933) de la Légion d'honneur.
- Émile Durin (1896-1981), ingénieur des Arts et métiers, cogérant de la Manufacture Française des Pneumatiques Michelin, Croix de guerre 14-18, chevalier de la Légion d'honneur. Il est le fils de Jules Durin et de Marie-Antoinette Levieux, habitants de Cosne-d'Allier, à l'actuel no 24 de l'avenue Gabriel-Bonnichon. Sa mère, institutrice, fut, en fin de carrière, la directrice de l'école de Cosne-d'Allier.
- Henri Laville (1915-1958), instituteur, journaliste et écrivain ; il passe une partie de son enfance à Cosne-d'Allier, qu'il évoque dans son premier roman, Petite Frontière, publié en 1944 chez Julliard. Une rue lui rend hommage à Cosne[28].
- Le député Félix Mathé y naquit en 1808. Il combattit en faveur des droits de l'homme et contre la Restauration et la monarchie de Juillet. Il dut s'exiler en Belgique lors du coup d'État de 1852.
- Philippe Suchaud (1970-), joueur de pétanque, né à Cosne-d'Allier, a joué au club de pétanque de cette commune. Il a remporté 13 championnats du monde, 2 championnats d'Europe et 11 championnats de France.
- Pierre Triboulet, né à Cosne-d'Allier, comédien et auteur de nombreux sketchs à l'humour surréaliste.

### Héraldique
|  | Les armes de la commune se blasonnent ainsi : Tiercé en pairle, au premier de gueules à la coquille d'or ; au deuxième d'azur au caducée aussi d'or ; au troisième aussi d'azur à l'épée de saint Martin renversée aussi d'or ; au pairle d'argent brochant sur la partition. |